# 大将軍神社 (奈良市)
大将軍神社（だいしょうぐんじんじゃ）は、奈良県奈良市四条大路３丁目にある神社。もと斎音寺村から移された。

## 祭神
- 磐長媛命

## 境内

### 本殿
春日大社摂社、榎本神社旧本殿の移しとの説がある。

### 境内社
- 大神社 - 祭神は大日霊貴命[3]。本殿の左手（西）に位置する[3]。

## 祭事
六人衆により執り行われるが、例祭は大和郡山の柳沢神社より神官を迎えて行われる。